# علي شاه
علي شاه (7 أغسطس 1959 بهراري في زيمبابوي - ) (بالإنجليزية: Ali Shah)‏ هو لاعب كريكت زيمبابوي. لعب مع منتخب زمبابوي للكريكت.

## وصلات خارجية
- علي شاه على موقع إي آس بي آن كريك إنفو (الإنجليزية)